# John Inman
Frederick John Inman, bijnaam Jazz (Preston, Lancashire, 28 juni 1935 – Paddington, Londen, 8 maart 2007) was een Engelse acteur, bekend van zijn rol als de (vermeend) homoseksuele winkelbediende Mr. Humphries in de komische televisieserie Are You Being Served? (Wordt u al geholpen?). De vermeende homoseksualiteit werd echter in de hele serie nooit expliciet als zodanig genoemd of bevestigd, wat deels met de destijds heersende moraal te maken had, maar zeker ook met het komische karakter van het personage en de serie.

## Levensloop
Al op 21-jarige leeftijd sloot Inman zich aan bij een rondreizend theatergezelschap en later deed hij ook pantomime. Inman maakte zijn televisiedebuut op 24 maart 1970 in een aflevering van de 13-delige comedyserie Two in Clover, dat tussen 1969 en 1970 werd uitgezonden op ITV. Niet lang daarna kreeg hij de rol waar hij het allerbekendst mee werd: Mr. Wilberforce Claybourne Humphries. In 1972 werd er in zwart-wit een proefuitzending gemaakt voor de BBC. Het was de proefuitzending van Are You Being Served?, die op 8 september 1972 voor het eerst uitgezonden werd. De proefuitzending werd een succes en er werd besloten om nog eens vijf afleveringen te maken. Ook deze afleveringen werden een succes en er werden tot 1985 (niet in 1980, 1982 en 1984) nog eens 63 afleveringen gemaakt. Inman verscheen ook in de gelijknamige film uit 1977, evenals de andere spelers uit de serie.
In 1976 stond een aflevering van This is Your Life in het teken van Inman.
In 1977 verscheen Inman in de kortlopende serie Odd Man Out, waarin hij de rol van Neville Sutcliffe speelde. Hiervan werden slechts zeven afleveringen gemaakt. Een van de andere hoofdrollen werd door Josephine Tewson gespeeld (buurvrouw Elisabeth uit Schone Schijn). Vivienne Johnson (de verpleegster van Mr. Grace uit Are You Being Served?) had ook een rol in deze serie.
In het seizoen 1980-1981 verscheen Inman in een Australische versie van Are You Being Served?, die daar onder dezelfde naam werd uitgezonden. Inman was de enige speler uit de oorspronkelijke serie die in de Australische versie verscheen. De andere rollen (die overigens verdacht veel leken op de originele rollen uit de Engelse versie) werden gespeeld door Australische acteurs en actrices. De serie werd geen succes en liep zoals gezegd maar één seizoen. Toen keerde Inman terug in de Engelse versie.
Afgezien van Are You Being Served? heeft Inman weinig succes gehad met andere televisieseries. Dit scheen hem er niet van te weerhouden om in 1981 de hoofdrol te aanvaarden in Take a Letter Mr. Jones. In deze, wederom weinig succesvolle, komische serie vertolkte Inman de rol van Graham Jones, een secretaris van een jonge zakenvrouw. Hiervan werden slechts zes afleveringen gemaakt die werden uitgezonden op ITV.
Nadat Are You Being Served? in 1985 was geëindigd, werden de televisieoptredens van Inman ook minder. Hij vertolkte enkele gastrollen in televisieseries zoals Rod and Emu's Saturday Special en Family Fortunes. Ook had Inman een aantal cameorollen in films als The Tall Guy (1989). In 1992-1993 werd er een spin-off van Are You Being Served? gemaakt, onder de naam Grace & Favour. Nicholas Smith, Frank Thornton, Wendy Richard en Mollie Sugden verschenen ook in deze serie. Hiervan werden slechts twaalf afleveringen gemaakt. In Nederland was de show bekend als Heeft u goed geslapen? en werd enige jaren geleden uitgezonden door TV10 
In de jaren '90 was Inman eigenlijk zelden te zien op televisie, of het moet al in herhalingen van Are You Being Served? zijn geweest. Af en toe een gastoptreden of een kleine filmrol, net als in de tweede helft van de jaren '80. In recente jaren verscheen Inman echter in The Mumbo Jumbo (2000, als Father Chinwag), had een rol in de kortlopende serie Full Mountie, een gastoptreden in Doctors (2004) en was hij te zien in het tweede seizoen van Revolver (2004, als de antiekhandelaar).
Op 27 december 2005 ging Inman in Westminster een geregistreerd partnerschap aan met Ron Lynch (met wie Inman al 33 jaar een relatie had). Dit was mogelijk dankzij een nieuwe Britse wet die relaties van twee personen van gelijke sekse erkent.
John Inman overleed op 71-jarige leeftijd aan de gevolgen van een hepatitis A-infectie in een Londens ziekenhuis.

## Filmografie
- Revolver televisieserie - De antiekverkoper (Afl. onbekend, 2004)
- Doctors televisieserie - Teddy (Afl., Intolerance, 2004)
- Full Mountie televisieserie - Kleermaker (2000)
- The Mumbo Jumbo (2000) - Father Chinwag
- French and Saunders televisieserie - Rol onbekend (Afl., The Phantom Millennium, 1999)
- In the House with Cleopatra and Friends (televisiefilm, 1998) - Rol onbekend
- Grace & Favour televisieserie - Mr. Wilberforce Clayborne Humphries (1992-1993)
- The Best of 'Are You Being Served?' (televisiefilm, 1992) - Mrs. Humphries/Mr. Humphries
- The Tall Guy (1989) - Cameo-optreden
- Are You Being Served? televisieserie - Mr. Wilberforce Clayborne Humphries (1972-1979, 1981, 1983, 1985)
- Rod and Emu's Saturday Special televisieserie - Rol onbekend (Episode 1.4, 1983)
- Take a Letter Mr. Jones televisieserie - Graham Jones (1981)
- Are You Being Served in Australia? televisieserie - Mr. Humphries (1980-1981)
- Are You Being Served? (1977) - Mr. Wilberforce Clayborne Humphries
- Odd Man Out televisieserie - Neville Sutcliffe (1977)
- Two in Clover televisieserie - Bowler (Episode 2.6, 1970)

- Bibliothèque nationale de France: cb141891271 (data)
- Gemeinsame Normdatei: 1062060008
- International Standard Name Identifier: 0000 0000 6397 6802
- Library of Congress Control Number: no98025840
- MusicBrainz: 994ab203-0be1-49d4-ac39-54f053123e71
- Nationale Bibliotheek van Israël: 987007343103405171
- Nederlandse Thesaurus van Auteursnamen: 296071471
- Virtual International Authority File: 21756584
- WorldCat: E39PBJyGYvKcXqXDCkxHYq3fbd